# Charles Mosnier
Pour les articles homonymes, voir Mosnier.
Charles Joseph Mosnier, né le 16 avril 1865 à Bordeaux et mort le 13 septembre 1924 à Paris 12e, est un acteur et metteur-en-scène de théâtre et de cinéma français.

## Biographie
Mosnier a fait ses débuts au Grand Théâtre de Bordeaux en 1892. Il a été engagé au Théâtre des Variétés de Marseille en 1901, puis, brièvement, par Gémier, à La Renaissance.
Ses cendres reposent au columbarium du Père-Lachaise (case no 5551).

## Théâtre
- 1900 : Le Flibustier, de Jean Richepin, Théâtre des Variétés[2]
- 1901 : Le Voile du bonheur de Georges Clemenceau, mise en scène Firmin Gémier, Théâtre de la Renaissance
- 1903 : À Sainte-Hélène de Séverine, Théâtre Antoine
- 1903 : La Guerre au village de Gabriel Trarieux, mise en scène André Antoine, Théâtre Antoine : René Dubreuil
- 1904 : La Main de singe de Louis Napoleon Parker, W.W. Jacobs, adaptation Robert Nunès, mise en scène André Antoine, Théâtre Antoine : Simpson
- 1904 : Le Roi Lear de William Shakespeare, mise en scène André Antoine, Théâtre Antoine
- 1905 : L'Amourette de Pierre Veber, mise en scène André Antoine, Théâtre Antoine : Laverton
- 1905 : Les Avariés d'Eugène Brieux, mise en scène André Antoine, Théâtre Antoine : Le docteur
- 1905 : Vers l'amour de Léon Gandillot, mise en scène André Antoine, Théâtre Antoine
- 1906 : Le Coup d'aile de François de Curel, mise en scène André Antoine, Théâtre Antoine : Le colonel Hérouard
- 1906 : Vieille Renommée d'Alfred Athis, mise en scène André Antoine, Théâtre Antoine : Journot
- 1906 : Jules César de William Shakespeare, mise en scène André Antoine, Théâtre de l'Odéon
- 1907 : Les Plumes du paon d'Alexandre Bisson et Julien Berr de Turique, Théâtre de l'Odéon
- 1907 : Les Goujons de Louis Benière, Théâtre de l'Odéon : Belluche
- 1908 : Ramuntcho de Pierre Loti, mise en scène André Antoine, Théâtre de l'Odéon
- 1908 : L'Émigré de Paul Bourget, Théâtre de la Renaissance
- 1908 : L'Oiseau blessé d'Alfred Capus, Théâtre de la Renaissance
- 1908 : L'Alibi de Gabriel Trarieux, Théâtre de l'Odéon
- 1909 : Le Scandale d'Henry Bataille, Théâtre de la Renaissance
- 1909 : Le Roy sans royaume de Pierre Decourcelle, Théâtre de la Porte-Saint-Martin
- 1910 : Chantecler d'Edmond Rostand, Théâtre de la Porte-Saint-Martin[3].
- 1911 : Le Tribun de Paul Bourget, Théâtre du Vaudeville
- 1912 : L'Assaut d'Henri Bernstein, Théâtre du Gymnase, Théâtre de l'Odéon
- 1913 : Servir d'Henri Lavedan, Théâtre Sarah-Bernhardt
- 1913 : Les Requins de Dario Niccodemi, Théâtre du Gymnase
- 1914 : Un grand bourgeois d'Émile Fabre, mise en scène Firmin Gémier, Théâtre Antoine
- 1922 : Atout... Cœur ! de Félix Gandéra, Théâtre de l'Athénée

## Filmographie
- 1908 : Le Coup de fusil de Georges Denola
- 1909 : Qui est l'assassin ?, de Max Linder
- 1909 : La Tosca, de Charles Le Bargy : Cesare Angelotti
- 1910 : L'Image, d'Albert Capellani
- 1910 : Le Roman d'un jour, d'Albert Capellani
- 1910 : La Retraite (réalisateur anonyme)
- 1910 : Le Trimardeur, de Georges Denola
- 1911 : La Tournée du percepteur de Georges Denola
- 1911 : La Mauvaise Intention (ou L'Image) d'Albert Capellani
- 1911 : Péché de jeunesse (ou Le Roman d'un jour) d'Albert Capellani
- 1911 : Une heure d'oubli (La Pigeonne) de Georges Denola
- 1911 : Barbe grise de Georges Monca : Michel Combert
- 1911 : Le Grand-père (L'Art d'être grand-père) de Georges Monca : Duroc
- 1911 : Par respect de l'enfant (ou Le Sacrifice) d'Albert Capellani
- 1911 : Voleur d'amour  de Georges Denola : Léon de Chéville
- 1911 : Max amoureux de la teinturière, de Max Linder
- 1911 : Le Mensonge de Jean Manchot (ou Le Mensonge ou Pieux Mensonge), de Michel Carré : le père Reynaud
- 1911 : Par respect pour l'enfant / Par respect de l'enfant (réalisateur anonyme) : M. de Beauchamp
- 1911 : Voisin... voisine, de Max Linder
- 1912 : La Coupable (réalisateur anonyme)
- 1912 : Le Devoir (réalisateur anonyme)
- 1912 : La Malle au mariage, de Max Linder : le tuteur de Lydie
- 1912 : Max veut faire du théâtre (Max et Jane veulent faire du théâtre), de Max Linder et René Leprince
- 1912 : Que peut-il arriver ?, de Max Linder
- 1912 : Max escamoteur / Le succès de la prestidigitation, de Max Linder
- 1912 : Une erreur tragique (réalisateur anonyme)
- 1912 : La Vengeance du domestique, de Max Linder : le père de Max
- 1913 : L'Infamie d'un autre, de Camille de Morlhon : le juge Montbal
- 1913 : Jeanne la maudite de Georges Denola : le père Bourdier
- 1913 : L'Enfant de la folle, de Georges Denola : le Docteur
- 1913 : Max au couvent, de Max Linder
- 1913 : Max virtuose, de Max Linder
- 1914 : La Belle Limonadière d'Albert Capellani : Jacques Le Brun
- 1914 : Le Voleur, d'Adrien Caillard : Gondoin
- 1917 : Fauvette, de Gérard Bourgeois : le vieux berger
- 1918 : Les Travailleurs de la mer, film en 2 époques d'André Antoine : Mess Lethierry
- 1922 : Crainquebille, de Jacques Feyder : le Docteur Mathieu
- 1922 : L'Empereur des pauvres, film en 6 époques de René Leprince : Bonnet-Picard
- 1922 : Pasteur de Jean Epstein et Jean Benoît-Lévy : Louis Pasteur